# Burma, Rangoon, India
Burma, Rangoon, India è un cortometraggio muto del 1912. Non si conosce il nome del regista del film, un breve documentario di 105 metri prodotto dalla Edison e girato a Rangoon, in Birmania.

## Produzione
Il film - girato a Rangoon (l'attuale Yangon) - fu prodotto dalla Edison Manufacturing Company.

## Distribuzione
Distribuito dalla General Film Company, il film - un cortometraggio di 105 metri - uscì nelle sale cinematografiche degli Stati Uniti il 29 ottobre 1912. Nelle proiezioni, veniva programmato con il sistema dello split reel, accorpato in un'unica bobina con un altro cortometraggio prodotto dalla Edison, la commedia Bringing Home the Pup.